# ابن ابی لیلی
عبد الرحمان بن ابی لیلی یکی از محدثان و راویان معروف می‌باشد، شرح حال او در کتب رجال شیعه و سنی آمده است شیخ ابو جعفر طوسی در رجال خود او را از اصحاب جعفر صادق نیز ذکر می‌کند، ابن الندیم گوید:
ابن ابی لیلی از کسانی است که از روی اجتهاد خود فتوی می‌داد، و او قبل از ابو حنیفه باب اجتهاد و رای را باز کرد، او منصب قضاء داشت و از طرف بنی امیه و بنی عباس حکم قضاء گرفته بود.
عبد الرحمان بن ابی لیلی کتاب‌هائی هم تألیف کرد که از آن جمله کتاب فرائض می‌باشد، او در سال ۱۴۸ در حالیکه از طرف ابو جعفر منصور شغل قضاء داشت درگذشت، در کتاب تهذیب التهذیب گوید: عبد الرحمان از پدرش روایت می‌کند و از وی نیز فرزندش روایت کرده است، عبدالله بن شبرمه دربارهٔ او گوید:
و کیف ترجّی لفصل القضاء

و لم تصب الحکم فی نفسکا

فتزعم أنک لابن الجلاح

و هیهات دعواک من أصلکا.